# Balerna
Balerna (antiguamente en alemán Balern) es una comuna suiza del cantón del Tesino, situada en el distrito de Mendrisio, círculo de Balerna. Limita al norte con la comuna de Castel San Pietro, al este con Morbio Inferiore, al sureste y sur con Chiasso, al suroeste con Novazzano, y al oeste con Coldrerio.